# 슬로베니아 대통령

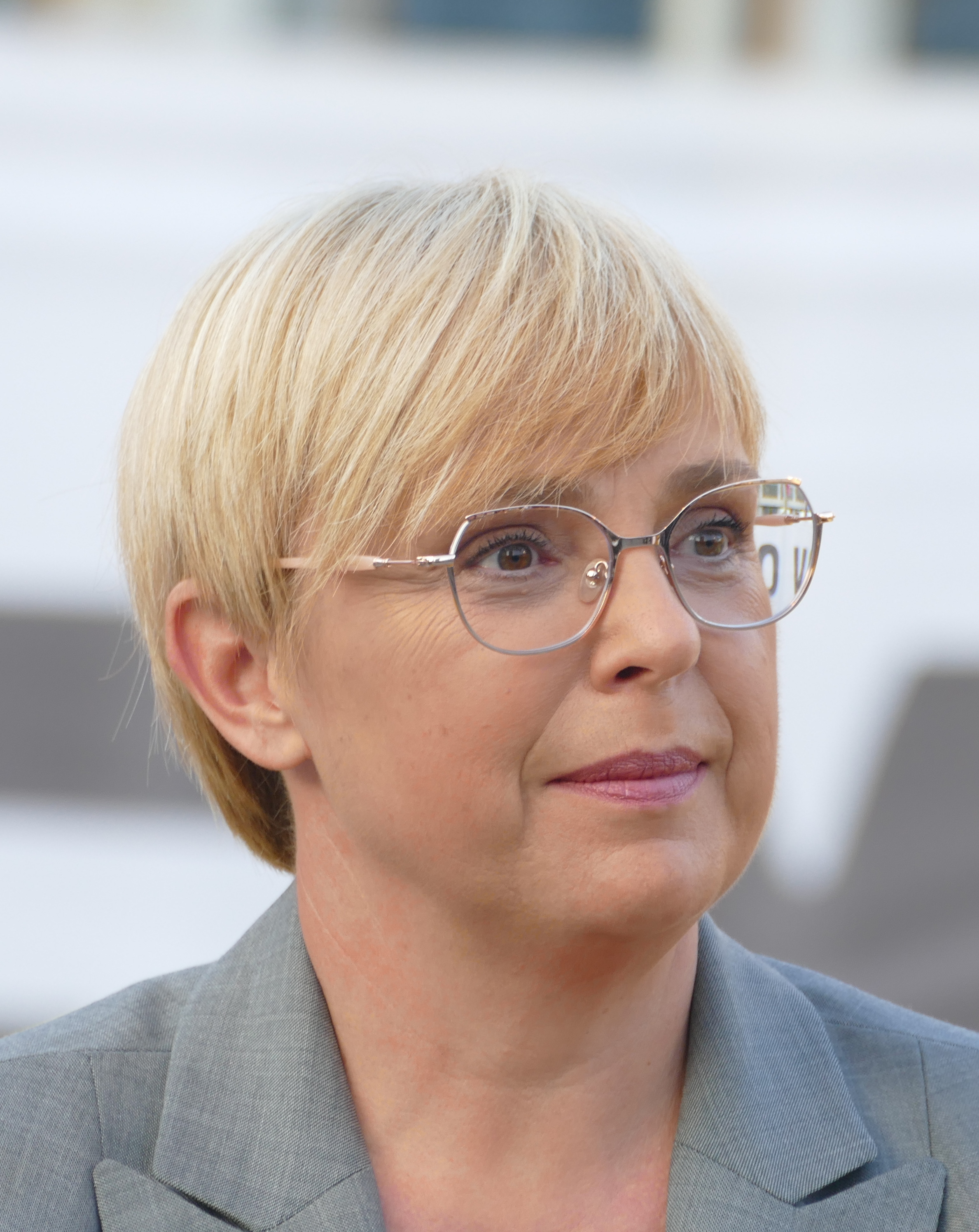
나타샤 피르크 무사르, 현 슬로베니아의 대통령

슬로베니아의 국장

슬로베니아 공화국의 대통령(슬로베니아어: Predsednik Republike Slovenije)은 슬로베니아의 국가 원수이다. 명예직으로 임기는 5년 중임제이고 1번 중임은 가능하며 최대 임기는 10년이다. 다만 실질적인 권한은 슬로베니아의 총리에게 가지고 있다.

## 슬로베니아 공화국 (1992년 ~ 현재)

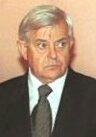
초대 대통령 밀란 쿠찬 (1992년 ~ 2002년)
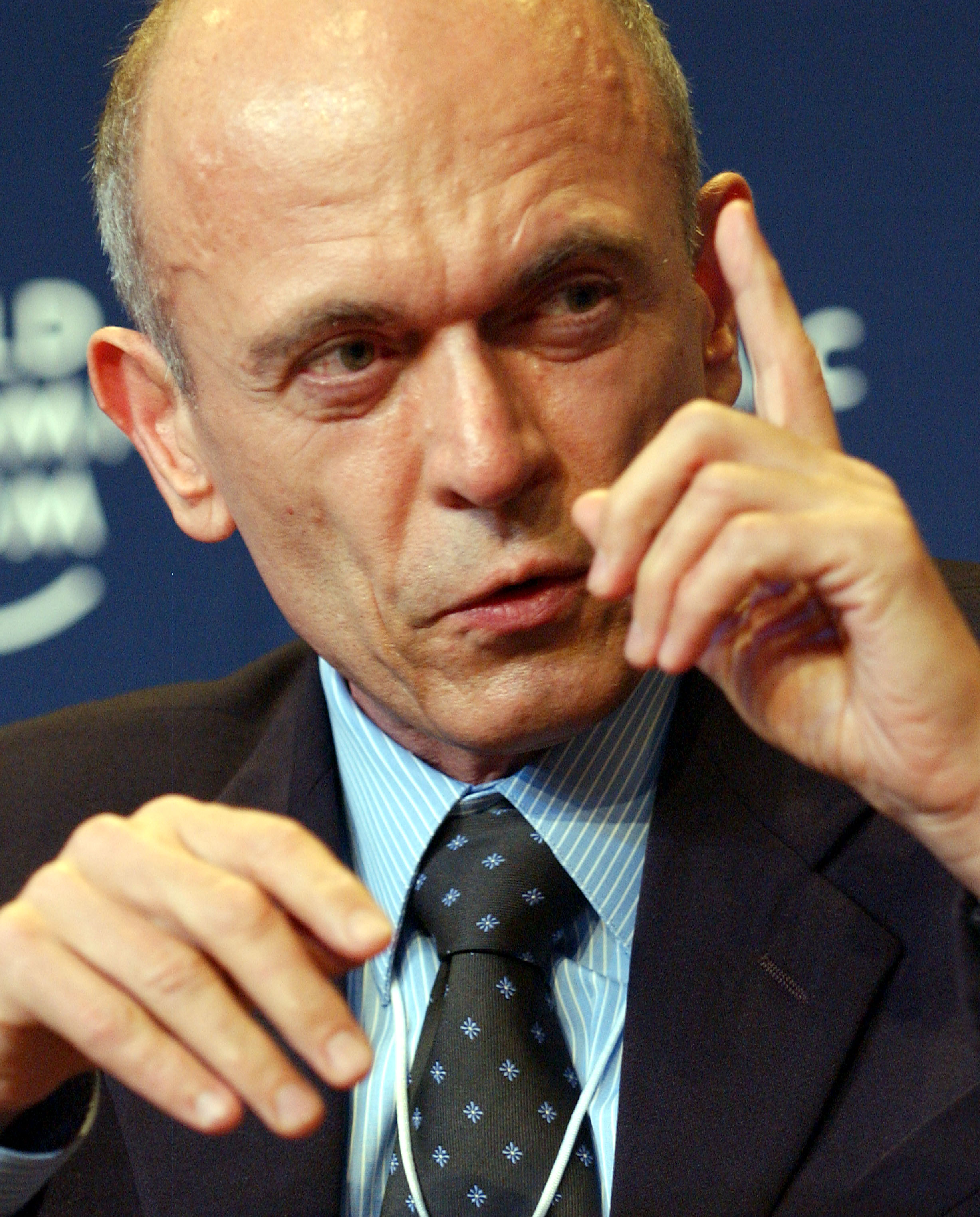
2대 대통령 야네즈 드르노브셰크 (2002년 ~ 2007년)
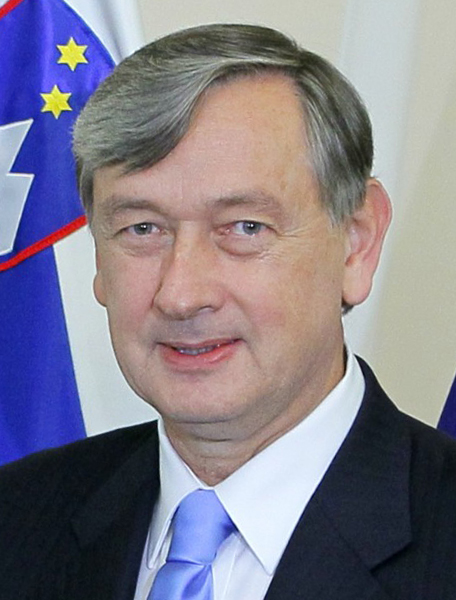
3대 대통령 다닐로 튀르크 (2007년 ~ 2012년)
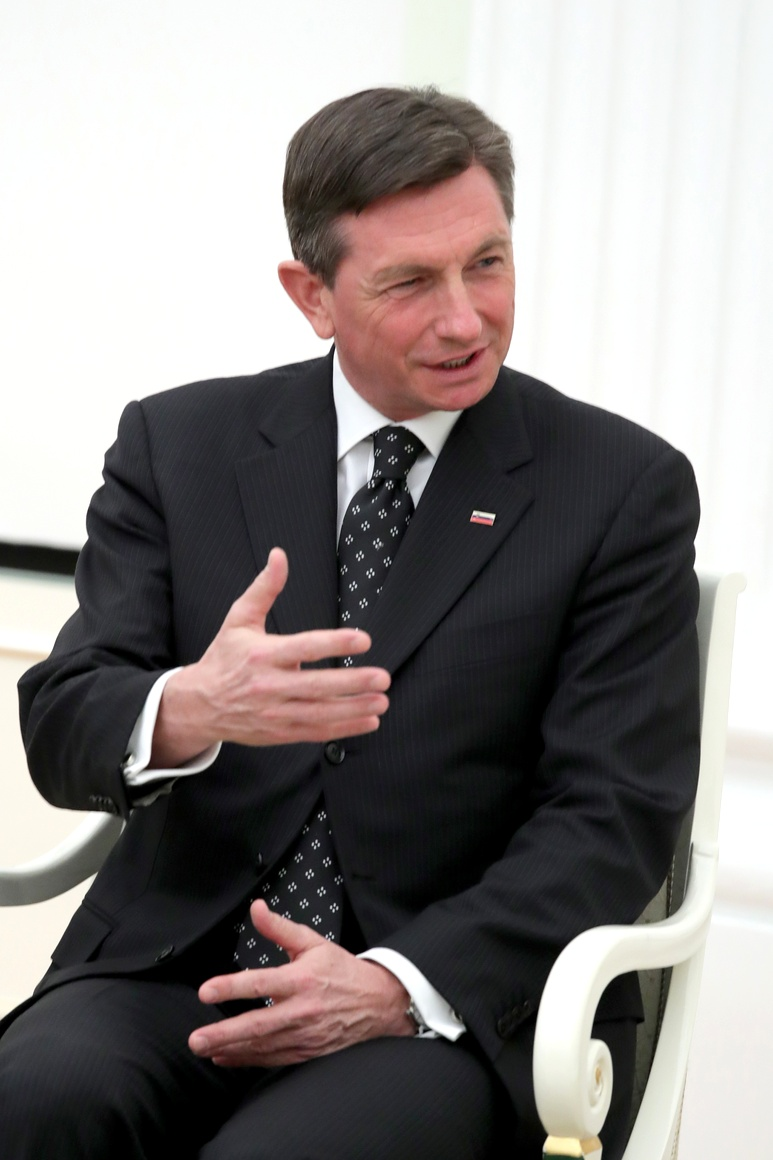
4대 대통령 보루트 파호르 (2012년 ~ 2022년)
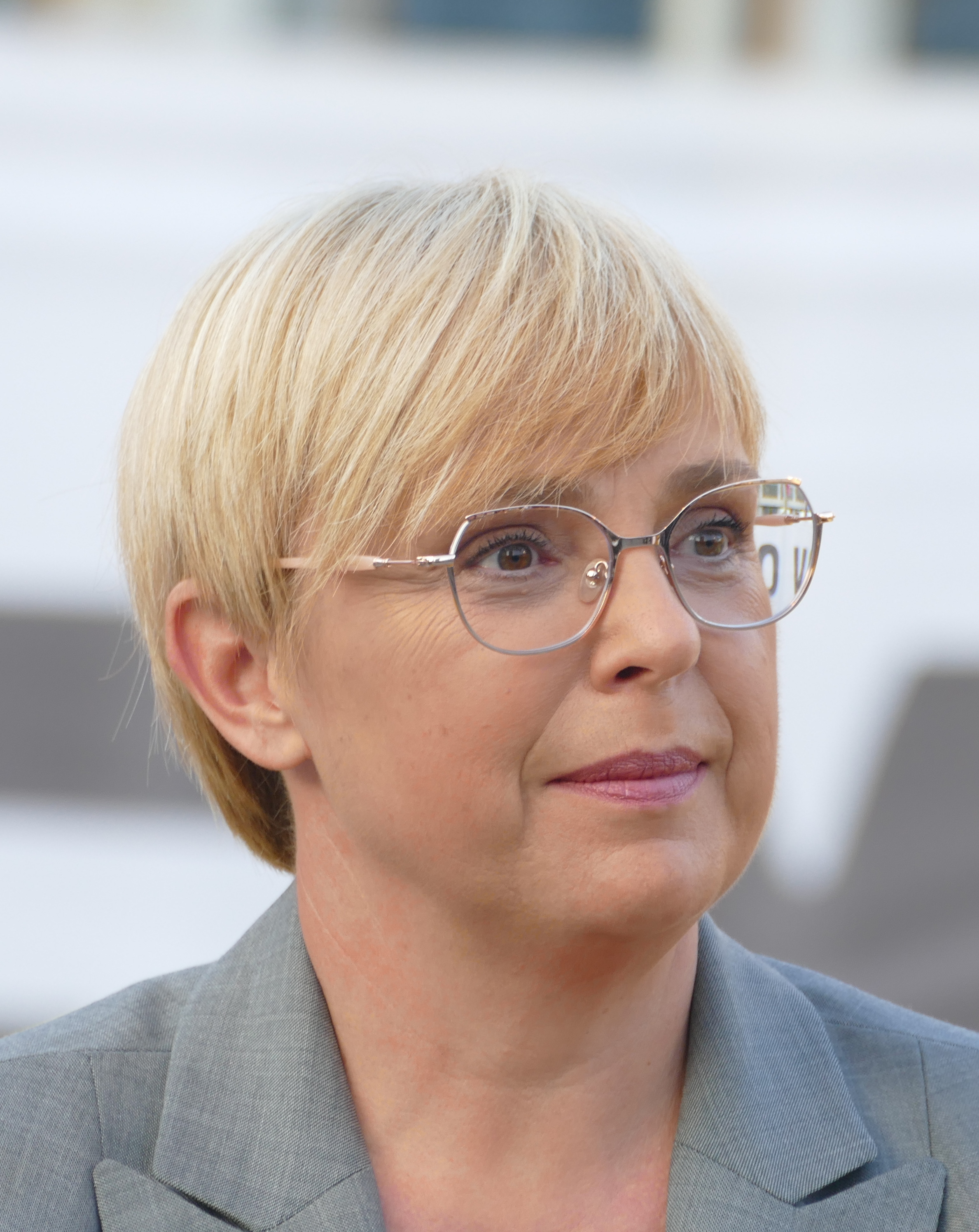
5대 대통령 나타샤 피르크 무사르 (2022년 ~ )

## 같이 보기
- 슬로베니아의 총리